# Morina lorifolia
Morina lorifolia är en kaprifolväxtart som beskrevs av Ching Yung Cheng och H.B. Chen. Morina lorifolia ingår i släktet Morina och familjen kaprifolväxter. Inga underarter finns listade i Catalogue of Life.